# Amtrak

Az Amtrak vonalai

A National Railroad Passenger Corporation, amely Amtrak néven működik (/ˈæmtræk/; jelentési jelölések: AMTK, AMTZ), az Amerikai Egyesült Államok nemzeti személyszállító vasúttársasága. Wyoming és Dél-Dakota kivételével minden amerikai államban, valamint három kanadai tartományban üzemeltet intercity vasúti szolgáltatásokat. Az Amtrak az America és a track szavak összevonásából származik.
Az Amtrakot 1971-ben alapították kvázi állami vállalatként, hogy számos amerikai személyszállítási vasútvonalat üzemeltessen. Az Amtrak állami és szövetségi támogatásokat kap, de profitorientált szervezetként működik. A társaság székhelye Washingtonban, az Union Stationtől egy háztömbnyire nyugatra található. Az Amtrakot egy igazgatótanács vezeti, amelynek két tagja a közlekedési miniszter és az Amtrak vezérigazgatója, míg a többi nyolc tagot ötéves mandátumra nevezik ki.
Az Amtrak hálózata több mint 500 állomást foglal magában, 21 400 mérföld (34 000 km) pályahosszúsággal. Közvetlenül körülbelül 623 mérföld (1003 km) pályahosszúságot birtokol, és további 132 mérföld (212 km) pályahosszúságot üzemeltet; a fennmaradó pályahosszúság más vasúttársaságok tulajdonában lévő vasútvonalakon található. Míg a legtöbb pálya sebessége 79 mph (127 km/h) vagy annál kevesebb, több vonalat felújítottak, hogy 110 mph (180 km/h) maximális sebességet tudjanak elérni, és a Northeast Corridor egyes szakaszai 160 mph (260 km/h) maximális sebességet támogatnak.
A 2024-es pénzügyi évben az Amtrak 32,4 millió utast szállított és 2,5 milliárd dollár bevételt ért el, 2024-ben több mint 22 100 alkalmazottal. Naponta közel 87 000 utas utazik az Amtrak több mint 300 vonatán. Az utasok közel kétharmada a 10 legnagyobb nagyvárosi területről érkezik, és 83% -uk 400 mérföldnél (645 km) rövidebb útvonalakon utazik.

## Az Amtrak előtt

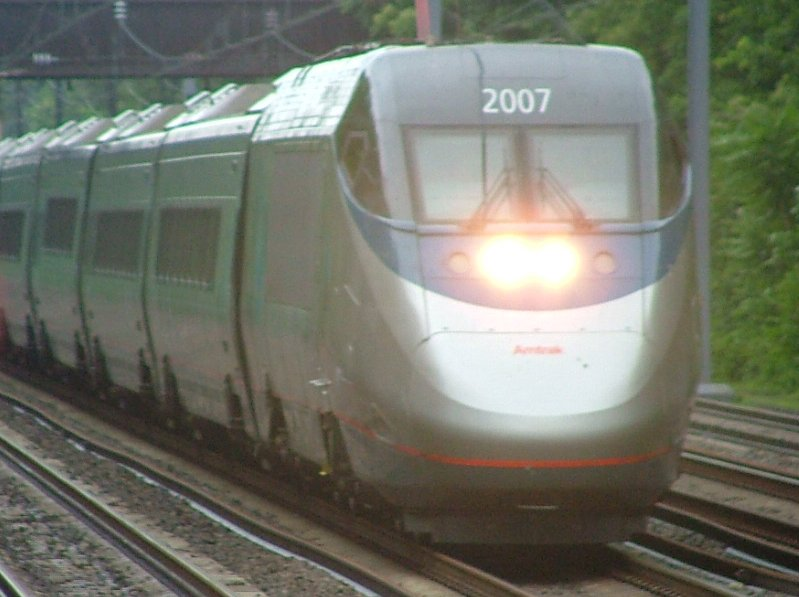
Az Acela Express

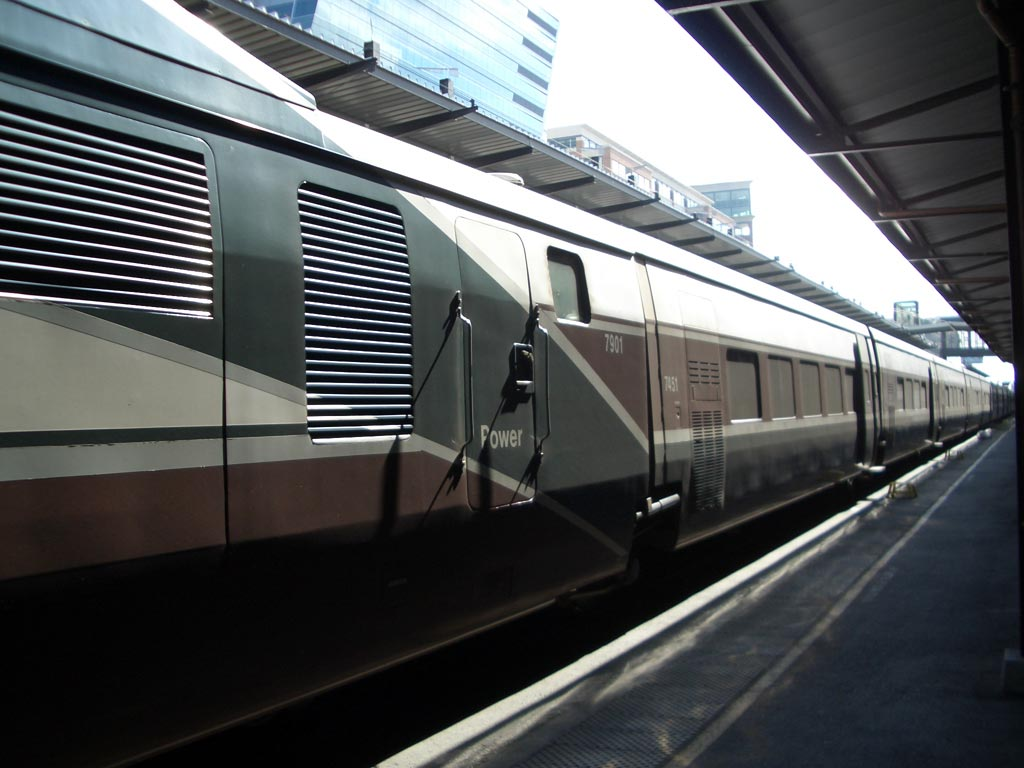
Amtrak Cascades járat billenőszekrényes Talgo-szerelvénnyel Seattle városban, Washington államban

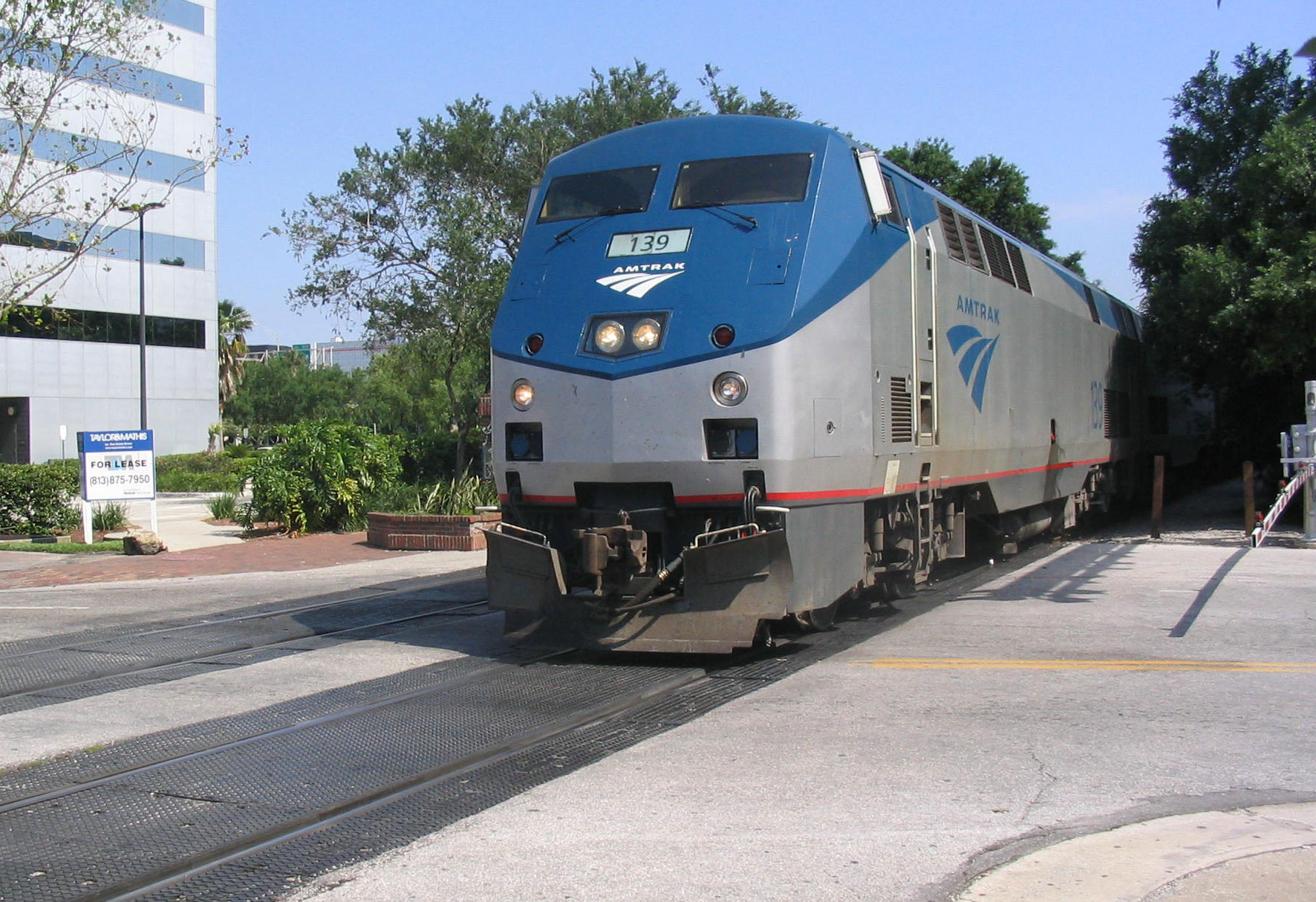
Amtrak vonat Orlando város központjában, Florida államban

Az Amtrak megalapítása előtt a személyszállítást a magánvasutak végezték. Azonban ahogy a személyautók és a repülőgépek egyre jobban elterjedtek, a személyszállítás gazdaságtalanná vált. Így a vasúti személyforgalom fokozatosan megszűnt.

## Története
A távolsági vasúti személyszállítás fokozatos megszűnése miatt az amerikai kormány megalapította az Amtrak céget 1971. május 1-jén. A legtöbb esetben nem rendelkezik saját pályával (kivéve a keleti parton a Northeast Corridort és még néhány rövidebb szakasz), a magánvasutak pályáit használja. Naponta mintegy 300 vonatot indít, évente több mint 30 millió utast szállít. A jegyárbevételeken kívül még további szövetségi állami támogatást is kap.

## Napjainkban
Az Amtraknak jelenleg kb. 19 ezer alkalmazottja van. Személyszállító vonatokat üzemeltet kb. 33 800 km hosszú hálózaton összekötve 500 állomást 46 államban. Néhány járat eljut Kanadába is. A 2000-es évek eleje óta a korábban 19-21 millió fő körül ingadozó utasszám növekedésnek indult, 2011-ben átlépve a 30 milliót. Még így is csak a távolsági utazások 0,1%-a történik az Amtrak vonataival. Ezek nagy része turistaforgalom.
Az Amtrak növekvő utas számokról számolt be a távolsági intercity vonatainál 2010-ben, amelyet fejlesztései eredményeként értékelt. Az utazások száma 4,2 milliót ért el a 15 távolsági vonatánál 2009-ben, ami 2006-hoz képest 13 százalékos növekedést jelent. Azonos időszakot vizsgálva, a vonatok sűrűsége is növekedett, ami az utasok elégedettségét a 2006. évi 65-ről 80%-ra emelte. A fejlesztéseket 2007-ben kezdték meg az Amtrak az öt legkedveltebb vasútvonalán, amelyek elsősorban forgalomszervezésre irányultak. Ennek eredményei közé sorolható pl. a hálókocsik felújítása, az étkezőkocsi-szolgáltatások bővítése, és eközben a Chicago–Boston/New York menetrendjét úgy alakították át, hogy biztosították a korábbi érkezést New Yorkba. A Los Angeles–New Orleans viszonylatban a heti háromszori vonat összeköttetést napi közlekedésre sűrítették. 2010-ben a fejlesztések középpontjában az Amtrak öt rossz teljesítményt nyújtó vonala áll. Ezeken túl, a Los Angeles–New Orleans vonal, Chicago–San Antonio, Chicago–Cincinnati–New York, Chicago–Emeryville és Kalifornia vasútüzemét veszik vizsgálat alá.

## Az Amtrak igazgatói
- Roger Lewis (1971–1974)[8]
- Paul Reistrup (1974–1978)[9]
- Alan Stephenson Boyd (1978–1982)[10][11]
- W. Graham Claytor Jr. (1982–1993)[12]
- Thomas Downs (1993–1998)[13]
- George Warrington (1998–2002)[14]
- David L. Gunn (2002–2005)[15][16]
- David Hughes (ideiglenesen kinevezett) (2005–2006)[15]
- Alexander Kummant (2006–2008)[17][18]
- William Crosbie (ideiglenesen kinevezett) (2008)
- Joseph H. Boardman (2008–2016 szeptember 1.)[19][20]
- Charles Moorman (2016 szeptember 1.-2017)
- Richard Anderson - 2017–2020
- William J. Flynn[21]  (2020)
- Stephen Gardner[22] (2020 - kb. 2022)
- Roger Harris - kb 2022 - napjainkig

## Saját pályák
Az Amtrak üzemelteti a Northeast Corridort és még néhány egyéb pályát összesen 1175 km hosszon. Hálózatában 17 alagút és 1186 híd található (ebben benne van a híres Hell Gate híd is).

### Szállított utasok

Az utasszám alakulása 1971-től 2023-ig

Az Amtrak által szállított utasok 1971-től (1971–2020 adatai:).
| - 1971: 6 450 304 (csak május-október között) - 1972: 15 848 327 - 1973: 16 958 056 - 1974: 18 670 319 - 1975: 17 269 000 (október-december között becsült) - 1976: 18 046 136 - 1977: 18 961 876 - 1978: 18 922 652 - 1979: 21 406 768 - 1980: 21 219 149 - 1981: 20 609 944 - 1982: 19 042 325 - 1983: 19 038 563 - 1984: 19 943 075 - 1985: 20 776 091 - 1986: 20 327 909 - 1987: 20 414 614 - 1988: 21 496 303 - 1989: 21 363 271 - 1990: 22 186 300 - 1991: 22 062 425 - 1992: 21 345 247 - 1993: 22 065 869 - 1994: 21 837 626 - 1995: 20 726 490 - 1996: 19 605 398 - 1997: 20 190 450 - 1998: 21 094 165 - 1999: 21 508 699 |  | - 2000: 20 992 485 - 2001: 21 812 224 - 2002: 21 669 207 - 2003: 22 333 180 - 2004: 23 362 729 - 2005: 24 031 170 - 2006: 24 306 965 - 2007: 25 847 531 - 2008: 28 716 407 - 2009: 27 167 014 - 2010: 28 716 857 - 2011: 30 186 733 - 2011: - 2012: - 2013: 30,9 millió - 2014: 30,9 millió - 2015: 30,8 millió - 2016: 31,3 millió - 2017: 31,7 millió - 2018: 31,7 millió - 2019: 32 millió - 2020: 16,8 millió - 2021: 2 166 806 - 2022: 22 930 499 |  |  |

## Útvonalak
| Szolgáltatás                  | Útvonal                                                                                            | 2019-es utasszám |
| ----------------------------- | -------------------------------------------------------------------------------------------------- | ---------------- |
| Acela Express                 | Boston – D.C.                                                                                      | 3 577 455 (2019) |
| Adirondack                    | Montréal – New York (Albanyn keresztül)                                                            | 117 490 (2019)   |
| Amtrak Cascades               | Vancouver – Eugene (Oregon) (Portlandon és Seattle-on keresztül)                                   | 828 247 (2019)   |
| Auto Train                    | Lorton (metro Washington, D.C.)- Sanford (metro Orlando, Florida), közvetlen expressz-szolgáltatás | 236 041 (2019)   |
| Blue Water                    | Chicago – Port Huron                                                                               | 181 832 (2019)   |
| Borealis                      | |                  |
| California Zephyr             | Chicago – Emeryville (San Francisco)                                                               | 410 844 (2019)   |
| Capitol Corridor              | Auburn – Sacramento – San Jose (Oaklanden keresztül)                                               | 1 777 136 (2019) |
| Capitol Limited               | Chicago – Washington D.C. (Clevelanden és Pittsubrgh-ön keresztül)                                 | 209 578 (2019)   |
| Cardinal                      | Chicago – New York (Indianapolis/Cincinnati/D.C. keresztül)                                        | 108 935 (2019)   |
| Carl Sandburg                 | Chicago – Quincy                                                                                   | 204 148 (2017)   |
| Carolinian                    | New York – Raleigh – Charlotte                                                                     | 244 779 (2019)   |
| City of New Orleans           | Chicago – New Orleans                                                                              | 235 670 (2019)   |
| Coast Starlight               | Seattle – Los Angeles (Sacramento/Oaklanden keresztül)                                             | 426 029 (2019)   |
| Crescent                      | New York – New Orleans (Atlantán keresztül)                                                        | 295 180 (2019)   |
| Downeaster                    | Portland – Boston                                                                                  | 557 248 (2019)   |
| Empire Builder                | Chicago – Portland/Seattle (Spokane-en keresztül)                                                  | 433 372 (2019)   |
| Empire Service                | New York – Niagara Falls (Albanyn keresztül)                                                       | 1 214 206 (2019) |
| Ethan Allen Express           | New York – Rutland (Albanyn keresztül)                                                             | 50 515 (2019)    |
| Heartland Flyer               | Oklahoma City – Fort Worth                                                                         | 68 744 (2019)    |
| Hiawatha Service              | Chicago – Milwaukee                                                                                | 882 189 (2019)   |
| Hoosier State                 | Chicago – Indianapolis                                                                             | 20 853 (2019)    |
| Illini                        | Chicago – Carbondale                                                                               | 266 972 (2019)   |
| Illinois Zephyr               | Chicago – Quincy                                                                                   | 192 616 (2019)   |
| Keystone Service              | New York – Harrisburg (Philadelphián keresztül)                                                    | 1 575 959 (2019) |
| Lake Shore Limited            | New York – Boston – Chicago (Albanyn keresztül)                                                    | 357 682 (2019)   |
| Lincoln Service               | Chicago – St. Louis                                                                                | 627 599 (2019)   |
| Maple Leaf                    | New York – Toronto                                                                                 | 1 587 354 (2019) |
| Missouri River Runner         | St. Louis – Kansas City                                                                            | 154 417 (2019)   |
| New Haven–Springfield Shuttle | New Haven – Springfield                                                                            | 362 442 (2019)   |
| Northeast Regional            | Boston - New York - Washington - Newport News - Lynchburg, Virginia - Springfield                  | 8 686 930 (2019) |
| Pacific Surfliner             | San Luis Obispo – Los Angeles – San Diego                                                          | 2 776 654 (2019) |
| Palmetto                      | New York – Savannah                                                                                | 345 342 (2019)   |
| Pennsylvanian                 | New York – Pittsburgh (Newarkon, Philadelphián, Harrisburgön és Altoonán keresztül)                | 215 081 (2019)   |
| Pere Marquette                | Grand Rapids – Chicago                                                                             | 97 593 (2019)    |
| Saluki                        | Chicago – Carbondale                                                                               | 263 919 (2019)   |
| San Joaquin                   | Bakersfield – Oakland / Sacramento                                                                 | 1 071 190 (2019) |
| Silver Meteor                 | New York – Fayetteville – Miami                                                                    | 353 466 (2019)   |
| Silver Star                   | New York – Raleigh – Tampa – Miami                                                                 | 389 995 (2019)   |
| Southwest Chief               | Chicago – Los Angeles                                                                              | 338 180 (2019)   |
| Sunset Limited                | Los Angeles – New Orleans                                                                          | 92 827 (2019)    |
| Texas Eagle                   | Chicago – Los Angeles (San Antonión és Dallason keresztül)                                         | 321 694 (2019)   |
| Vermonter                     | Washington – St. Albans                                                                            | 99 280 (2019)    |
| Wolverine                     | Chicago – Detroit – Pontiac                                                                        | 501 124 (2019)   |